# Anna Maria Chiavacci Leonardi
Anna Maria Chiavacci Leonardi (Camerino, 22 settembre 1927 – Firenze, 7 aprile 2014) è stata una filologa italiana.

## Biografia
Figlia del filosofo Gaetano Chiavacci, si laureò con Giuseppe De Robertis all’Università degli Studi di Firenze, discutendo una tesi sul Paradiso. Dopo aver sposato il latinista Claudio Leonardi, ne prese il cognome, aggiungendolo al proprio.
Dapprima insegnante di liceo, poi collaboratrice dell'Istituto storico italiano per il Medio Evo, dal 1972 alla quiescenza fu docente di filologia e critica dantesca presso la sede aretina dell'Università degli Studi di Siena.
Studiosa di riferimento per quanto riguarda l'opera di Dante Alighieri , deve la sua notorietà specialmente ai suoi commenti dalla Divina Commedia, rivolti sia ad un pubblico specialistico (I Meridiani Arnoldo Mondadori Editore, 1991-97) che scolastico (Zanichelli, 1999-2001), oltre che a numerosi libri e contributi specialistici su temi danteschi. Fu insignita del Premio Feltrinelli.
Morì nel 2014, quattro anni dopo essere rimasta vedova. 

## Opere
- La Monarchia di Dante alla luce della Commedia (1977)
- La guerra de la pietate. Saggio per una interpretazione dell'Inferno di Dante (1. 9)
- Le Beatitudini e la struttura poetica del Purgatorio (1984)
- Dante e Virgilio: l'immagine europea del destino dell'uomo (1984)
- Le 'bianche stole' e il tema della resurrezione nella Commedia (1988)
- Dante Alighieri, La Divina Commedia (commento all'edizione critica). Arnoldo Mondadori editore. (1997)
- La figura biblica dell'esilio nella Divina Commedia (2001).